# Kowaremono
Kowaremono (o también Slave Doll, |こわれもの) es un OVA hentai creado por Otakey Sasaki en 1999. La serie trata sobre Aki, un androide creado por la corporación Gene, que tiene como función ser un ama de casa y preservar el material genético masculino, el semen, para una posible preservación de la especie.

## Casting inglés
- Chris Anderson como Masa
- Christie Tibodeaux como Aki 2 y la madre
- Cinthia Gough como Aki
- Frank Adams como el amigo
- Fred O'Reily como Kenechi
- Joe Queens como el padre y maestro
- Julian Asner como otro amigo
- Louis Kent como Tim
- Roger Malone como Joe